# IPad Pro (3-го поколения)
iPad Pro (3-го поколения) —  планшетный компьютер, спроектированный, разработанный и продаваемый Apple Inc. Две модели с экраном 12,9 или 11 дюймов были анонсированы 30 октября 2018 года и были доступны для покупки уже 7 ноября. Это поколение iPad Pro было первым iPad, совместимым со стилусом Apple Pencil нового второго поколения. Как и во втором поколении, больший размер и совместимость со стилусом отличались от остальных доступных iPad от Apple, но iPad Pro третьего поколения также был первым iPad, который использовал распознавание лиц (Face ID) для разблокировки устройства.
Обновления по сравнению с iPad Pro второго поколения включают более мощный процессор Apple A12X Bionic, емкость памяти до 1 терабайта и увеличенный дисплей 11-дюймовой модели (обновленный по сравнению с 10,5-дюймовой моделью). iPad Pro третьего поколения также представил новый дизайн с экраном, который закрывает большую часть передней панели и имеет закругленные углы.

## Характеристики

### Дисплей
- Дисплей Liquid Retina
- Дисплей Multi‑Touch с подсветкой LED и технологией IPS
- Разрешение 2388×1668 пикселей / 2732×2048 пикселей (264 пикселя/дюйм)
- Широкий цветовой охват (P3)
- Технология True Tone
- Олеофобное покрытие, устойчивое к появлению следов от пальцев

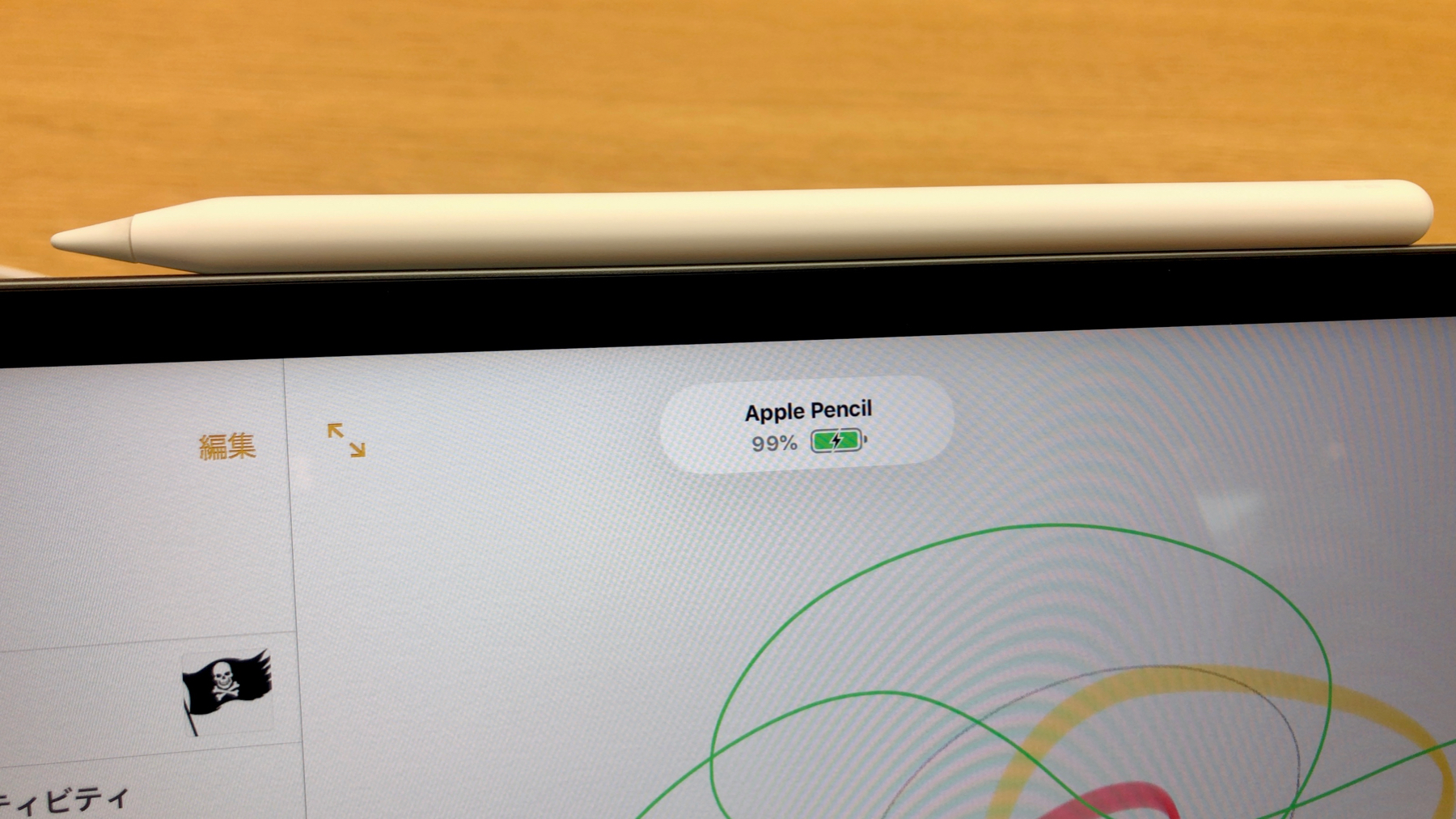
Apple pencil на IPad Pro (3-го поколения)

- Полностью ламинированный дисплей
- Антибликовое покрытие
- Коэффициент отражения 1,8%
- Яркость 600 кд/м²

### Камера
- Камера 12 Мп
- Диафрагма ƒ/1.8
- 5‑кратный цифровой зум
- Пятилинзовый объектив
- Вспышка True Tone Quad‑LED
- Панорамная съёмка (до 63 Мп)
- Защита объектива сапфировым стеклом
- Сенсор BSI
- Гибридный ИК‑фильтр
- Автофокус с технологией Focus Pixels
- Фокусировка касанием с технологией Focus Pixels
- Live Photos со стабилизацией изображения
- Широкий цветовой диапазон для фотографий и Live Photos
- Улучшенный алгоритм местной тональной компрессии
- Контроль экспозиции
- Шумоподавление
- Функция Smart HDR для фотосъёмки
- Автоматическая стабилизация изображения
- Серийная съёмка
- Режим таймера
- Привязка фотографий к месту съёмки
- Форматы изображений: HEIF и JPEG

### Передняя камера TrueDepth
- Фотографии 7 Мп
- Режим «Портрет»
- Портретное освещение
- Animoji и Memoji
- Запись HD‑видео 1080p с частотой 30 или 60 кадров/с
- Вспышка Retina Flash
- Диафрагма ƒ/2.2
- Широкий цветовой диапазон для фотографий и Live Photos
- Функция Smart HDR
- Сенсор BSI
- Автоматическая стабилизация изображения
- Серийная съёмка
- Контроль экспозиции
- Режим таймера

### Аудио
Аудиосвязь
- Аудиозвонки FaceTime
- С iPad по Wi-Fi или сотовой сети на любое устройство с поддержкой FaceTime

Динамики
- 4 динамика

Микрофоны
- Пять микрофонов для звонков, записи видео и аудио

### Сотовая и беспроводная связь
Все модели:
- Wi‑Fi (802.11a/b/g/n/ac); одновременная поддержка двух диапазонов (2,4 ГГц и 5 ГГц); HT80 с технологией MIMO
- Технология Bluetooth 5.0

Модели Wi‑Fi + Cellular:
- UMTS/HSPA/HSPA+/DC‑HSDPA (850, 900, 1700/2100, 1900, 2100 МГц); GSM/EDGE (850, 900, 1800, 1900 МГц)
- Gigabit Class LTE (модели A1934 и A1895: диапазоны 1, 2, 3, 4, 5, 7, 8, 11, 12, 13, 14, 17, 18, 19, 20, 21, 25, 26, 28, 29, 30, 34, 38, 39, 40, 41, 42, 46, 66)4
- Только данные
- eSIM

### Геопозиция
Все модели:
- Цифровой компас
- Wi‑Fi
- Функция точного определения местоположения iBeacon

Модели Wi‑Fi + Cellular:
- Assisted GPS, ГЛОНАСС, Galileo и QZSS
- Сотовая связь

### Датчики
- Face ID
- Трёхосевой гироскоп
- Акселерометр
- Барометр
- Датчик внешней освещённости

### Face ID
- Распознавание лица с помощью камеры TrueDepth
- Разблокировка iPad
- Защита личных данных в приложениях
- Покупки в iTunes Store и App Store

### Питание и аккумулятор
iPad Pro 11 дюймов
Встроенный литий-полимерный аккумулятор ёмкостью 29,37 Вт∙ч
iPad Pro 12,9 дюйма
Встроенный литий-полимерный аккумулятор ёмкостью 36,71 Вт∙ч
Время работы:
Все модели
До 10 часов работы в интернете по сети Wi‑Fi, просмотра видео или прослушивания музыки
Зарядка от адаптера питания или через порт USB‑C компьютера
Модели Wi-Fi + Cellular
До 9 часов работы в интернете по сотовой сети

## Функции
Об обновленном дизайне iPad Pro было объявлено 30 октября 2018 года во время специального мероприятия Apple в Оперном театре Говарда Гилмана в Бруклине, Нью-Йорк. Модели 2018 года оснащены новыми дисплеями Liquid Retina от края до края, Face ID, улучшенными 12-мегапиксельными и 7-мегапиксельными камерами, разъемом USB-C и процессорами Apple A12X Bionic. Планшеты предлагаются в размерах 11 дюймов и 12,9 дюймов и являются первыми моделями iPad с ЖК-дисплеем, активируемым касанием (вслед за iPhone X), и до 1 ТБ встроенной памяти 1 ТБ = 1 триллион байт. Модели на 1 ТБ также были уникальны, поскольку они увеличили объем оперативной памяти с 4 до 6 ГБ. Эти устройства являются первыми iPad с разъемом USB Type-C, заменяющим фирменный разъем Apple Lightning, а также первыми iPad без физической кнопки на передней панели. Кроме того, в планшетах отсутствуют как Touch ID, так и разъем для наушников, первый был заменен Face ID с использованием проектора инфракрасных точек, ИК камеры и камеры видимого диапазона излучения на верхней панели. В отличие от моделей iPhone с Face ID, iPad Pro можно разблокировать в любом положении. Планшеты были выпущены 7 ноября 2018 года, и, в отличие от предшественника, они были доступны только в серебристом и космическом сером цветах, золотой и розово-золотой были удалены. Это самый тонкий iPad толщиной 5,9 мм.

## Прием
Модели iPad Pro 2018 года получили высокую оценку за улучшенные дисплеи, тонкие рамки, добавление Face ID и общую скорость, а также улучшения процессора. Бен Син из Forbes отметил, что, хотя экран по-прежнему остается ЖК-экраном, частота обновления 120 Гц делает его более плавным. Переход на разъемы USB-C получил неоднозначные отзывы; поддержка внешнего монитора и зарядка устройства были добавлены за счет дополнительных ключей для использования старых кабелей и наушников. Некоторые обозреватели отметили, что, хотя обновления оборудования — это большой шаг вперед, ограничения iOS, в том числе отсутствие возможностей внешнего хранилища, не позволяют iPad Pro конкурировать с компьютерами. Его высокие цены также подвергались критике.
iPadOS устраняет нехватку внешнего хранилища на поддерживаемых iPad, добавляя поддержку внешнего хранилища.
Кузов критиковали за то, что он легко сгибается и ломается. Пользователи на форумах сообщают, что iPad сгибается через несколько дней использования или после переноски его в рюкзаке. Затем ютубер Зак Нельсон опубликовал на своем канале JerryRigEverything видео, показывающее, как устройство трескается и ломается пополам после небольшого нажатия руками на центр устройства. Нельсон пришел к выводу, что «две самые слабые точки в правой мертвой точке по обе стороны от iPad Pro, трещина произошла в очень неудачно расположенном отверстии для микрофона и новом канале для зарядки Apple Pencil 2». Пользователи сообщали об устройствах, которые уже гнулись прямо из коробки, в основном это модели сотовых телефонов. Apple быстро отреагировала на эти сообщения, заявив, что это нормально и не является проблемой, ответ, который подвергся критике. По словам Apple, изгиб — это побочный продукт нового производственного процесса. Apple добавила страницу поддержки по этим вопросам.